# Sompio (ö)
Sompio är en ö i Luumäki kommun i Södra Karelen i Finland. Den ligger i sjön Ala-Kivijärvi.  Öns area är 1,1 hektar och dess största längd är 160 meter i sydöst-nordvästlig riktning.